# Георг Бісеніекс
Бісеніекс Георг (латис. Georgs Bissenieks; 1885 — 27 липня 1941, Єлгавський край, Латвія) — латвійський дипломат і політик, член партії «Прогресивне об'єднання», кавалер Ордена Трьох зірок і Ордена Відродження Польщі, перший посол Латвії у Великій Британії.

## Біографія
Народився в 1885 на хуторі в околицях Мітави (Єлгави), молодший брат Яніса Бісеніекса — агронома і громадського діяча, засновника Єлгавської сільськогосподарської школи, видавця газети Zemkopis («Хлібороб»), соратника першого президента Латвії Яніса Чаксте — і революціонера, політкаторжанина Вольдемара Бісеніекса, розстріляного НКВС в 1938 за звинуваченням у шпигунстві (посмертно реабілітований в 1957).
З 17 років входив в соціал-демократичні організації (меншовик), брав участь в революції 1905. У 1908 був засуджений до каторги і засланий в Іркутську губернію, звідки йому вдалося втекти за кордон — до Бельгії, потім в Англію.
Проголошення незалежної Латвії 18 листопада 1918 застало Бісеніекса в Лондоні. За дорученням міністра закордонних справ Зігфріда Мейеровіца Бісеніекс очолив роботу новоствореного латвійського представництва, а в 1921 став першим послом Латвійської Республіки у Великій Британії, пробувши на цій посаді до 1924.
Своє друге дипломатичне призначення Бісеніекс отримав в 1933 на посаду консула Латвійської Республіки в Ленінграді. 1 грудня 1934 в Смольному був убитий Кіров. Преса повідомила, що вбивця Кірова Леонід Ніколаєв, одружений з латишкою Мільдою Драуле, зустрічався з консулом Латвії, який нібито брав участь у підготовці замаху. Незважаючи на ноту протесту латвійського МЗС, яке заперечувало будь-який зв'язок свого консула з Ніколаєвим, Бісеніекс був оголошений в СССР персоною нон ґрата і повернувся до Риги.

## Звинувачення і покарання
24 лютого 1941 Бісеніекс був перевезений до Москви і поміщений у внутрішню в'язницю Головного управління держбезпеки НКВС. На допитах він відмовився визнати себе винним. У звинуваченні йшлося про те, що Бісеніекс «проводив антикомуністичну роботу», «був співучасником вбивства Кірова» і «займався шпигунством проти СССР на користь латвійської і англійської розвідок». 7 липня 1941 військова колегія Верховного суду СССР на закритому засіданні визнала Бісеніекса винним за статтями 58-6 (частина 1) і 58-8 КК РСФСР, засудивши до страти. Його розстріляли 27 липня 1941.

## Реабілітація
У липні 1995 племінниця Бісеніекса Майя Кара-Мурза отримала від Головної військової прокуратури РФ повідомлення за підписом старшого військового прокурора В. В. Смикова. «Бісеніекс Г. Я. на підставі ст. 3 Закону РФ „Про реабілітацію жертв політичних репресій“ реабілітований посмертно. Про долю Ваших родичів, а також про місце поховання розстріляного за вироком Бісеніекса Г. Я. відомостей в Головній військовій прокуратурі немає».